# Bistum Malakal

Übersicht über die Bistümer in Sudan und Südsudan; Nr. 5 ist das Bistum Malakal

Das römisch-katholische Bistum Malakal (lat.: Dioecesis Malakalensis) liegt im Südsudan und umfasst die ehemaligen südsudanesischen Bundesstaaten Jonglei, Unity und Upper Nile.

## Geschichte
Papst Pius XI. gründete die Mission sui juris von Kodok, die ihren Sitz unweit der Stadt Malakal hatte, am 10. Januar 1933 aus Gebietsabtretungen des Apostolischen Vikariats Khartum. Die Mission wurde am 8. August 1938 zur Apostolischen Präfektur erhoben, die ab dem 14. Juli 1949 den Namen Malakal trug. Am 12. Dezember 1974 wurde die Apostolische Präfektur zur Diözese erhoben.
Das Bistum Malakal gab am 3. Juli 2024 Teile seines Territoriums zur Gründung des Bistums Bentiu ab.

## Bischöfe

### Superiore der Mission sui juris Kodok (1933–1938)
- Matteo Michelon MCCI (8. Juli 1933–1935)

### Apostolische Präfekten von Kodok/Malakal (1938–1974)
- John A. Wall MHM (12. August 1938–1945)
- John Hart MHM (13. Juni 1947–1962)
- Herman Gerard Te Riele MHM (29. Mai 1962–1967)
- Pio Yukwan Deng (19. August 1967 – 3. Dezember 1976)

### Bischöfe von Malakal (ab 1974)
- Pio Yukwan Deng (19. August 1967 – 3. Dezember 1976)
- Vincent Mojwok Nyiker (15. März 1979 – 16. Mai 2009)
- Stephen Nyodho Ador Majwok (seit 23. Mai 2019)

## Pfarreien
Es bestehen im Bistum Malakal insgesamt sechzehn Pfarreien (Stand 2017), unter anderem mit Sitz in folgenden Orten:
- Mudiria-Malakal (gegründet um 1939)
- Malakiya-Malakal (gegründet um 1967)
- Leer (gegründet um 1995)
- East Nuer (Waat) (gegründet um 1998)
- Bunj (gegründet um 1981)
- Renk (gegründet um 1987)
- Roma (gegründet um 1997)